# René Regenass
René Regenass (gemeinsames Pseudonym mit Jürg Moser: Hieronymus Zwiebelfisch; * 15. Mai 1935 in Basel; † 20. November 2024) war ein Schweizer Schriftsteller und bildender Künstler.

## Leben
René Regenass entstammte einer Beamtenfamilie. Er besuchte das Gymnasium in Basel und begann nach der Matura ein Studium der Geschichte, Romanistik und Germanistik an der Universität Basel. Nach fünf Semestern brach er das Studium ab und begab sich per Fahrrad auf Reisen quer durch Europa. Anschliessend lebte er von verschiedenen Tätigkeiten; er war u. a. kaufmännischer Angestellter, Werbetexter und Redakteur einer Krankenhauszeitschrift. Ab 1969 veröffentlichte er kleinere Prosatexte in Zeitschriften und Anthologien. Ab 1979 lebte er als freier Schriftsteller in Basel. Daneben war er auch als Bildhauer aktiv.
René Regenass war Verfasser von Romanen, Erzählungen, Lyrik, Dramen und Hörspielen. Ausserdem war er Mitarbeiter der satirischen Zeitschrift Nebelspalter. Durchgängiges Thema seiner Werke war die Flucht, sowohl in ihrer Ausprägung als bewusste Befreiung aus persönlichen Zwängen wie auch als Schicksal des Vertriebenen in unserer Zeit.
René Regenass war Mitglied des Deutschschweizer PEN-Zentrums. Von 1982 bis 1985 war er Präsident der Gruppe Olten.

## Auszeichnungen
- 1976: Förderpreis der Stiftung Pro Helvetia
- 1980: Einzelwerkspreis der Schweizerischen Schillerstiftung
- 1986: Literaturpreis des Kantons Baselland
- 1988: Preis der Welti-Stiftung für das Drama für Tango d’amore

## Werke

### Originalausgaben
- Der Besuch blieb meist über Nacht. Bern 1969
- Wir haben das Pulver nicht erfunden, uns gehören nur die Fabriken. Texte, Basel 1971
- Alle Wege bodenlos und andere Erzählungen. Basel 1972
- Wer kennt den Mann? Hörspiel, Zürich 1972
- Wer Wahlplakate beschmiert, beschädigt fremdes Eigentum. Roman, Basel 1973
- Triumph ist eine Marke. Texte, Basel 1975
- Aufbruch nach Urbino. Erzählung, Basel/Obfelden 1976
- Ein Schlagbaum treibt keine Blätter. Roman, Bern 1976
- In aller Stille. 12 Erzählungen. Basel 1977
- Mord-Steine. Vernünftige Sätze über die Zufälligkeiten des Alltags. Bern 1978
- Damit die Zunge nichts Falsches sagt. Basel 1979
- Porträt eines Portiers. Erzählung. Rowohlt (Das neue Buch 125), Reinbek 1979
- Die Kälte des Äquators. Roman, Zürich 1982
- Kopfstand. Gelegentliche und alltägliche Geschichten. Rorschach 1984
- Vernissage. Ein Roman aus unserer musealen Zeit, geschrieben mit dem Rücken zum Bild. Zürich 1984
- Wer lacht da? Rorschach 1985 (zusammen mit Jürg Moser unter dem Namen Hieronymus Zwiebelfisch)
- Die Liliputanerin. Erzählungen, Basel 1986
- Schattenreise. Roman, Zürich 1986
- Scott’s Einsamkeit. Rückweg. Zwei Erzählungen, Basel 1989
- Fussangel. Roman, Bern 1991
- Aufgebrochen. Jura-Geschichten & Objekte. Basel 1995
- Sehnsucht nach Nummerngirls. Rorschach 1995
- Der Anmacher. Roman, Basel 1998
- Die Schranke. Roman, Basel 2002
- Wegmarken. Geschichten, Basel 2005
- Das Haus am Hang. Eine Novelle aus dem Jura. Basel 2007
- Doppelgesicht. Roman, Aachen 2009
- Der Urlaub. Roman, Aachen 2009
- Eine Hand voll Zeit. Erzählungen, Riehen 2011
- Die Visitenkarte. Berlin 2013
- Lob der Langsamkeit. Texte mit Fotografien aus der Sammlung von Tilo Richter, Basel 2015
- Nachforschungen. Roman, Schwaderloch 2015
- Vögel fliegen nicht geradeaus. Erzählungen und Kurzgeschichten, Schwaderloch 2017
- Das dunkle Ende der Erinnerung oder Renate und Paula. Bericht eines Unbekannten. Basel 2018
- Verlorene Träume. Fantastische Geschichten. Basel 2021

### Theater-Aufführungen
- Die Luller, Zürich 1973
- Die Sitzung, Solothurn 1974
- Der Anschneider, Salzburg 1976
- Mein Tschechow, Solothurn 1980
- Arme, arme Bären, Solothurn 1982
- Schöne Zeiten, Solothurn 1983
- Wo liegt der Hund begraben?, Basel 1984
- Und kommst du nach Gottstatt, Gottstatt und Biel 1995

### Hörspiele
- Wer kennt den Mann?, Radio DRS, Basel 1969
- Unerwartet rasch heimgegangen, Radio DRS, Zürich 1980
- Auto-Stop, Radio DRS, Zürich 1981